# Rhynchospora macra
Rhynchospora macra là loài thực vật có hoa trong họ Cói. Loài này được (C.B.Clarke ex Britton) Small miêu tả khoa học đầu tiên năm 1933.